# Albine
Albine is een gemeente in het Franse departement Tarn (regio Occitanie) en telt 542 inwoners (2004). De plaats maakt deel uit van het arrondissement Castres.

## Geografie
De oppervlakte van Albine bedraagt 17,2 km², de bevolkingsdichtheid is 31,5 inwoners per km².
De onderstaande kaart toont de ligging van Albine met de belangrijkste infrastructuur en aangrenzende gemeenten.

## Demografie
Onderstaande figuur toont het verloop van het inwonertal (bron: INSEE-tellingen).